# Blue Monday (opera)
Blue Monday is een opera in één bedrijf met muziek van de Amerikaanse componist George Gershwin, orkestratie van Will Vodery en een libretto van B.G. DeSylva. Het werk kreeg na de première van 29 augustus 1922 in het Globe Theatre te New York de titel 135th Street.

## Geschiedenis
De opera duurt ongeveer 20 minuten en maakt onderdeel uit van de musicalshow George White’s Scandals of 1922. Tot het ogenblik van verschijnen was deze opera de meest ambitieuze inspanning van Gershwin om zijn artistieke kunnen te verhogen en zijn muzikale horizon te verruimen. In tegenstelling tot de Porgy and Bess die uitsluitend door zwarte operazangers en zangeressen uitgevoerd mag worden, werd deze eenakter door ‘blackface’ artiesten uitgevoerd, zwart geschminkte witte zangers en zangeressen.
Gershwin en DeSylva schreven de opera in vijf dagen. Will Vodery instrumenteerde de muziek en gaf de opera de subtitel ‘Opera Ala Afro-American’. De première was de enige keer dat het werk in die hoedanigheid te zien en te horen was. Het publiek waardeerde weliswaar de opera maar George White besloot toch om hem te schrappen omdat hij vond dat het sombere onderwerp en de kleurloze enscenering het publiek in een trieste stemming bracht en het onontvankelijk maakte voor de vrolijker en lichtere nummers die daarna kwamen. Een tweede reden was dat het stuk neergesabeld werd door de pers. Er bleef geen spaan van over.
Na deze eenmalige uitvoering in de Scandals heeft men Blue Monday herhaaldelijk weer voor de dag gehaald. Onder de nieuwe titel 135th Street kwam de opera tijdens een concert van Paul Whiteman die van het begin af aan geporteerd was van het werk, en zijn orkest op 29 december 1925 in Carnegie Hall opnieuw op de planken. Het probleem was echter dat de oorspronkelijke tekst van DeSylva zoek was geraakt. De muziek van Gershwin –inclusief de instrumentatie van Vodery- is al dei tijd compleet gebleven. De tekst van DeSylva was echter na de première al zoekgeraakt. Op verzoek van Whiteman heeft DeSylva de tekst geprobeerd te reconstrueren. In een briefje aan Gershwin schreef DeSylva..”dat hij zo goed en zo kwaad als het ging geprobeerd heeft de tekst te herschrijven..”
De opera is verschillende keren door Whiteman uitgevoerd, ook in een orkestratie van Ferde Grofé, arrangeur van het Whiteman Orchestra. Het komt ook gedeeltelijk voor in de biopic over Gershwin, Rhapsody in Blue, met Robert Alda als Gershwin. Sinds de jaren 70 zijn er slechts een paar uitvoeringen op lp en cd van uitgebracht, maar dan weer onder de originele titel.

## Inhoud

### Rollen
De opera heeft zes rollen, een koor en een instrumentaal ensemble.
- Joe, een gokker, tenor
- Vi, zijn geliefde, lyrische sopraan
- Tom (in de oerversie, Walter), café-entertainer en zanger, bariton
- Mike, caféhouder en manager, bas
- Sam, cafémedewerker en bewaarder, bariton
- Cokey-Lou, cafépianist

Koor en instrumentaal ensemble

### Plaats van handeling
Bar/café in een kelder ergens in de buurt van de kruising 135th Street en Lenox Avenue in de wijk Harlem, omstreeks half tien ’s avonds.

### Verhaal
De proloog wordt gezongen voor het sloten gordijn en informeert het publiek over wat ze nu gaan zien: het falen van vrouwelijke intuïtie, liefde, haat, passie en jalousie.
Joe en Tom dingen beiden naar de hand van Vi. Joe besluit zijn moeder op te zoeken, en omdat hij dat nogal kinderachtig vindt, doet hij alsof hij voor zaken de stad uit moet. Tom weet hiervan gebruik te maken door bij Vi argwaan te scheppen door te zeggen dat Joe een afspraakje heeft met een andere vrouw. In een aanval van blinde woede en jalousie schiet ze Joe neer, om pas later de waarheid te horen.
Men vond het libretto niet sterk. Als men niet van DeSylva’s ernst overtuigd was, zou men kunnen denken dat het een soort van persiflage is op het opera genre. Maar dat is het niet. Afgezien van een paar aardige songs is de muziek van Gershwin niet sterk genoeg om het zwakke libretto te kunnen dragen. Zijn gebrek aan ervaring als operacomponist had tot gevolg, dat hij geen hecht gebouwde operamuziek schreef, maar een reeks van populaire songs. die door jazzy-achtige recitatieven bij elkaar wordt gehouden.

## Songs
Er zitten een paar krachtige songs in:
Als Vi het café binnen komt en haar vriend zoekt, zingt ze het ontroerende lied Has One Of You Seen Joe? (ook bekend onder de titel: Has Anyone Seen My Joe?). Als Joe naar zijn moeder gaat: I’m Goin’ South In The Mornin’ gevolgd door Mother Mine. Als Vi haar liefde voor Joe opnieuw kenbaar maakt, I Love But You, My Joe. Als Vi, met een pistool, op zoek gaat naar Joe, Blue Monday Blues en als Joe aan het slot van de opera sterft, zingt hij het pakkende I'm Gonna See My Mother.